# レオス・カラックス
レオス・カラックス（Leos Carax, 1960年11月22日 - ）は、フランスの映画監督・脚本家である。パリ近郊のシュレンヌ出身。
カラックスは同年代にデビューしたジャン＝ジャック・ベネックス、リュック・ベッソンとともに「恐るべき子供たち」（ジャン・コクトーの同名小説と映画からの命名）「BBC」と呼ばれ、ヌーヴェル・ヴァーグ以後のフランス映画界に「新しい波」をもたらした。日本でも「ニュー・フレンチ・アクション・シネマ」として紹介され、カルト的な人気を誇っている。

## 経歴
16歳で学校を中退、18歳から『カイエ・デュ・シネマ』誌上で批評家として活動。20歳で監督した短編『Strangulation blues』がエール映画祭グランプリを受賞。
23歳になる1983年に『ボーイ・ミーツ・ガール』で長編デビューし、フランス映画界において、リュック・ベッソン、ジャン＝ジャック・ベネックスと共に「恐るべき子供たち（Les Enfants Terribles）」と呼ばれ脚光を浴び、特にカラックスは『カイエ』誌での批評経験の経緯と、その難解さ、引用の複雑さ、そして何より斬新さから「ジャン＝リュック・ゴダールの再来」と評される。
1986年に自身長編第二作の『汚れた血』を製作。1991年『ボーイ・ミーツ・ガール』『汚れた血』に続く連作の終止符として『ポンヌフの恋人』を制作。同時に『ボーイ・ミーツ・ガール』以来カラックスの完璧主義的映像美の追求に多大なる寄与をしてきた名カメラマン、ジャン＝イヴ・エスコフィエとの最後の共同作業にもなる。パリ近郊に巨大なパリのオープンセットを作った超大作であり、三部作中最もヒットを記録した。三部作いずれも若者の孤独やエゴ、そして憧れや怒りを詩的な台詞と感覚的な映像にのせ、多くの若者たちにとって自分達自身のことを語っている青春映画として熱狂を博したが、その期待と裏腹に制作スパンが長すぎる面があり、つねに待望論や死亡説などまで飛び交っていた。また本人も『ポンヌフの恋人』が最後の作品になると語っている時期もあった。
1999年に『ポーラX』制作。今作ではコンピュータグラフィクスを用いるなど新たな表現にも挑戦。原作は、映画化不可能と言われたハーマン・メルヴィル作の『ピエール』。思春期に衝撃を受けた小説であった今作を制作することへの情熱からかつての引退宣言を撤回しての作品であったが、それまでの作品に更に難解さと終末感が強調されたような作風で、セールス的にはあまり成功とは言えないものとなった。  
2007年にはフランス・日本合作のオムニバス映画『TOKYO!』の第2部を監督した。
2012年、『ホーリー・モーターズ』で、14年ぶりとなる長編映画復帰を果たす。本作は第65回カンヌ国際映画祭コンペティション部門に出品され、パルム・ドールにノミネートされたものの、受賞は逃した。しかし、批評家からは高い評価を獲得し、カイエ・デュ・シネマ誌では年間1位を獲得。BBCが発表した「21世紀の偉大な映画100選」では16位にランクインした。
2021年、アダム・ドライバーとマリオン・コティヤールを主役に迎えた自身初の英語作品にしてミュージカル映画である『アネット』が第74回カンヌ国際映画祭コンペティション部門に出品され、監督賞を受賞した。

## 作品等
- 『ポンヌフの恋人』までの3作は、主人公の名前にちなみアレックス三部作と言われる。カラックスの本名はアレックス（アレクサンドル・オスカル・デュポンAlexandre Oscar Dupont）なので、主人公は彼の分身であるとされる。三作とも主人公を演じたドニ・ラヴァンはカラックスと身長体重が同じであり、カラックスの分身と呼ばれた。また『汚れた血』と『ポンヌフの恋人』でヒロインを演じたジュリエット・ビノシュとは実生活でも恋人同士であったが、困難が多発し多額の費用と多大な時間を要した『ポンヌフの恋人』撮影中に彼女との関係は破局を迎える。この次の作品『ポーラX』まで8年間の沈黙が続くが、ビノシュとの破局が大きく影響していると言われる。
- いくつかの短編をのぞけば、20年で4本しか撮っておらず、かなり寡作な作家と言える。その原因の一つには自身の完璧主義が少なからず影響していると言われ、『汚れた血』ではその映像美の実現のために異様ともいえるほどフィルムテストを重ねたために準備期間を費やし、『ポンヌフの恋人』では莫大になった費用の捻出のために撮影が幾度か中断された。

## フィルモグラフィ
- ボーイ・ミーツ・ガール Boy Meets Girl （1983年） 監督・脚本
- 汚れた血 Mauvais sang （1986年） 監督・脚本
- ポンヌフの恋人 Les Amants du Pont-Neuf （1991年） 監督・脚本
- ポーラX Pola X （1999年） 監督・脚本
- TOKYO!「メルド」 Tokyo! "Merde" （2008年） 監督・脚本
- ホーリー・モーターズ Holy Motors （2012年） 監督・脚本
- アネット Annette (2021年)　監督・脚本
- IT'S NOT ME　イッツ・ノット・ミー C’est pas Moi（2024年）監督・脚本・制作

### 出演作品
- ゴダールのリア王 King Lear （1987年、ジャン＝リュック・ゴダール監督、アメリカ）
- 家 A Casa （1997年、シャルナス・バルタス監督、フランス・リトアニア・ポルトガル）
- ミスター・ロンリー Mister Lonely (2007年、ハーモニー・コリン監督)